# Werner Boy
Werner Boy (* 4. Mai 1879 in Barmen; † 8. September 1914 nahe Vitry-le-François) war ein deutscher Mathematiker und Entdecker der nach ihm benannten Boyschen Fläche, einer Immersion der reellen projektiven Ebene in den dreidimensionalen Raum. Er fand diese im Jahr 1901, nachdem ihm sein Doktorvater David Hilbert aufgetragen hatte, die Unmöglichkeit dieser Immersion zu beweisen. Boy war in der Lage, mehrere Zeichnungen dieser Fläche anzufertigen, und entdeckte ihre mögliche dreizählige Rotationssymmetrie, konnte jedoch keine Parameterdarstellung dafür finden. Erst 1978 fand Bernard Morin mit Computerunterstützung eine Parametrisierung.
Werner Boy besuchte das Fichte-Gymnasium Krefeld. Nach Vollendung seiner Dissertation im Jahr 1901 und dem Ablegen des Staatsexamens 1902 leistete Boy einen einjährigen Wehrdienst ab, anschließend absolvierte er ein Seminarjahr am städtischen Gymnasium in Bonn sowie ein Probejahr an der Königlich Preußischen Oberrealschule zu St. Johann-Saarbrücken. Schließlich arbeitete Boy als Oberlehrer, von 1905 bis 1909 an der Oberrealschule in Krefeld und danach am Realgymnasium in seiner Geburtsstadt Barmen (heute Teil von Wuppertal).
Er starb als Soldat in den ersten Wochen des Ersten Weltkriegs bei Vitry-le-François.

## Schriften
- Über die Curvatura integra und die Topologie geschlossener Flächen. Dissertation. In: Mathematische Annalen. Band 57, 1903, S. 151–184 (kostenpflichtiger Onlinezugang).